# DejaView
DejaView ist ein Fernsehsender aus Kanada, der zur Kategorie 2 des kanadischen Fernsehens gehört. Er ist im Besitz der Shaw Communications und zeigt nur klassische TV-Serien der 1960er, 1970er und 1980er Jahre. Der Sender ist dazu verpflichtet, zu 35 Prozent kanadische Produktionen zu zeigen.

## Geschichte
Am 24. November 2000 erhielt CanWest die Sendegenehmigung von der Canadian Radio-television and Telecommunications Commission (CRTC). Im September 2001 startete der offizielle Sendebeginn. Am 27. Oktober 2010 übernahm Shaw Communications durch die Übernahme von CanWest den Sender und betreibt ihn unter dem Shaw Media Portfolio.

## Programm

### Ausländische Serien
- Adam-12
- The A-Team
- Barney Miller
- The Beverly Hillbillies
- The Dick Van Dyke Show
- Dragnet
- Gilligans Island
- Green Acres
- Hogan’s Heroes
- I Dream Of Jeannie
- Knight Rider
- Miami Vice
- Magnum P.I.
- Simon & Simon
- The Rockford Files
- Three’s Company

### Kanadische Serien
- Adventures in Rainbow Country
- Danger Bay
- The Joke's on Us
- Seeing Things
- Sketches of Our Town
- Super Dave
- T&T
- It Seems Like Yesterday